# Евстахий IV
Евста́хий IV (или Эста́ш IV; фр. Eustache IV; ок. 1130 — 17 августа 1153) — граф Булонский (c 1151), старший сын и наследник английского короля Стефана Блуаского, активный участник гражданской войны в Англии (1135—1154 годов). Гибель Евстахия IV в 1153 году открыла путь к примирению сторонников Стефана и Генриха Анжуйского и завершению гражданской войны.

## Биография
Евстахий IV был сыном Стефана Блуаского, графа де Мортена и с 1135 года короля Англии, и Матильды, графини Булони. После смерти своего старшего брата в 1135 году Евстахий стал наследником владений своего отца и матери. В том же году, с избранием Стефана на английский престол, Евстахий получил титул графа де Мортена.
Воцарение Стефана Блуаского в Англии было оспорено императрицей Матильдой, дочерью Генриха I Боклерка. Матильда была замужем за Жоффруа Плантагенетом, графом Анжуйским, вместе с которым в 1136 году она начала войну против сторонников Стефана Блуаского в Нормандии.
Графство Мортен являлось форпостом короля Стефана в юго-западной Нормандии и на протяжении нескольких лет сдерживало натиск анжуйцев. В борьбе с ними Стефан заручился поддержкой французского короля Людовика VII, и в 1137 году юный Евстахий принёс от имени отца оммаж Людовику VII за герцогство Нормандия. Спустя три года, в 1140 году, Евстахия женили на сестре французского короля Констанции. Однако поддержка Франции не помогла удержать Нормандию: в 1141 году Жоффруа Анжуйский перешёл к планомерному завоеванию герцогства. Вскоре пали Мортен, Авранш, Шербур и, в начале 1144 года, Руан. Для Стефана Блуаского и Евстахия Нормандия была потеряна.
В 1147 году Евстахий был посвящён в рыцари. К этому времени ему исполнилось шестнадцать или семнадцать лет. Он начал принимать более активное участие в гражданской войне в Англии в качестве одного из лидеров партии короля Стефана.
В 1151 году Евстахий вместе с французским королём Людовиком VII предприняли вторжение в Нормандию, однако, потерпели поражение от войск Генриха Плантагенета, сына императрицы Матильды и Жоффруа Анжуйского. Будучи старшим сыном короля Стефана, Евстахий рассматривался в качестве его потенциального наследника на английском престоле. На собрании баронов Англии 6 апреля 1152 года король добился признания Евстахия своим наследником и принесения ему клятвы верности. Но значительная часть аристократии и высшего духовенства выступила против попыток Стефана обеспечить за сыном английскую корону. Резкий протест выразил архиепископ Кентерберийский Теобальд, которого поддержал папа Евгений III, заявивший, что Стефан незаконно узурпировал престол Англии и запретивший короновать Евстахия. Сам Евстахий, по свидетельству Хроники Питерборо, отличался жестоким и надменным характером и не завоевал симпатий английской знати:
Он был злым человеком, и где бы он ни был, всегда делал больше плохого, чем хорошего. Он разорял земли и вводил тяжёлые налоги.
Известно, что Евстахий без почтения относился к церквям и монастырям, требуя увеличения их финансового вклада в войну с анжуйцами. Наряду с этим, однако, современники отмечали храбрость Евстахия и его воинскую доблесть, а Вильям Ньюбургский, хоть и принадлежал к лагерю анжуйцев, называл Евстахия «наиславнейшим юношей».
В 1153 года в Англии высадилась армия Генриха Плантагенета, которая осадила Мальмсбери. На помощь городу двинулась армия Стефана и Евстахия, однако дождливая погода и развал дисциплины в королевских войсках заставили их отступить. После взятия Мальмсбери Генрих предпринял победоносный марш по западным графствам, захватив Глостер, Ковентри и Уорик, а затем двинулся в Среднюю Англию, подчинив Лестер, Татбери и Бедфорд. Наконец, армии Генриха и Стефана встретились у Уоллингфорда, который был осаждён королём и Евстахием. Под давлением баронов, Стефан не решился дать генеральное сражение, а пошёл на перемирие, несмотря на возражения своего сына. В ответ Евстахий покинул королевский двор и увёл свой отряд в Восточную Англию, где принялся разорять земли аббатства Бери-Сент-Эдмундс. Однако 17 августа Евстахий неожиданно скончался, вероятно, от отравления.
Смерть Евстахия — самого непримиримого лидера королевской партии — открыла возможности к достижению компромисса между враждующими сторонами. По свидетельству Вильяма Ньюбургского,
Стефан, сверх меры переживавший по поводу смерти сына, которого он готовил себе в преемники, смягчился в своих воинственных приготовлениях и стал с большим, чем обычно, вниманием прислушиваться к речам о мире.
Сломленный гибелью Евстахия, утомлённый двадцатилетием гражданской войны и осознавший недостижимость полной победы, король Стефан пошёл на заключение Уоллингфордского договора с Генрихом и признал последнего наследником английского престола. Гражданская война в Англии была завершена. Спустя год Стефан Блуаский скончался, и королём стал Генрих II Плантагенет.

## Брак и дети
В 1140 году Евстахий женился на Констанции Французской (ум. 1176), дочери Людовика VI, короля Франции, и Аделаиды Савойской. Детей они не имели, после смерти Евстахия Булонь, Мортен и его владения в Англии перешли к его младшему брату Вильгельму де Блуа.
Существуют сведения, что Евстахий имел несколько незаконнорождённых детей от неизвестных матерей. Среди них выделяется Евстахия Шампанская, вышедшая позднее замуж за Ансельма де Кампдавена, графа де Сен-Поля (ум. в 1165).

## Евстахий в литературе
Евстахий под именем Юстас выведен в дилогии Симоны Вилар «Далекий свет» («Леди-послушница» и «Рыцарь света») как человек беспринципный, идущий к своей цели напролом.